# Wechselrichter

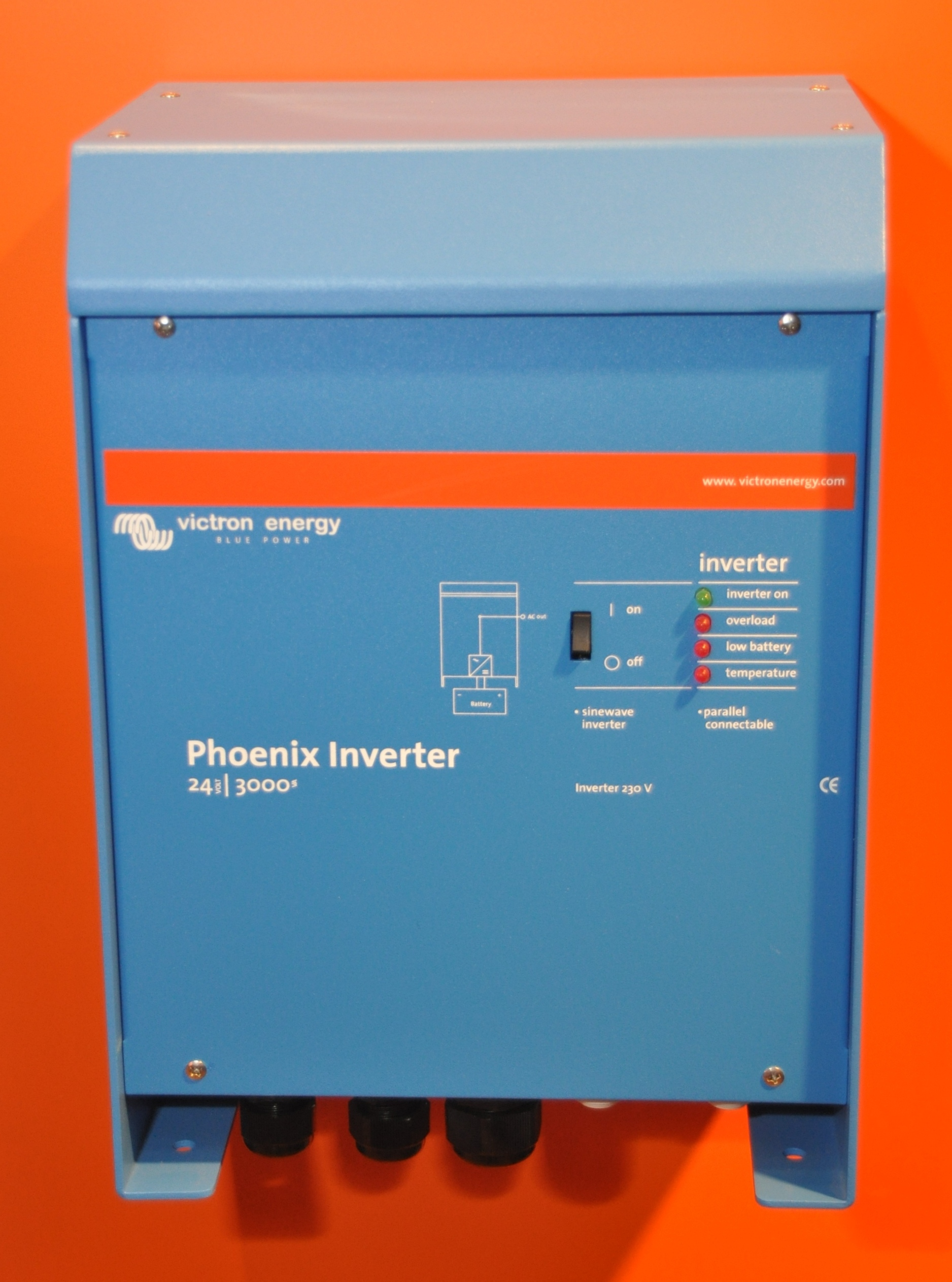
Wechselrichter von 24 V Gleichspannung auf 230 V 50 Hz Wechselspannung, ca. 3 kW, ca. 250 mm breit

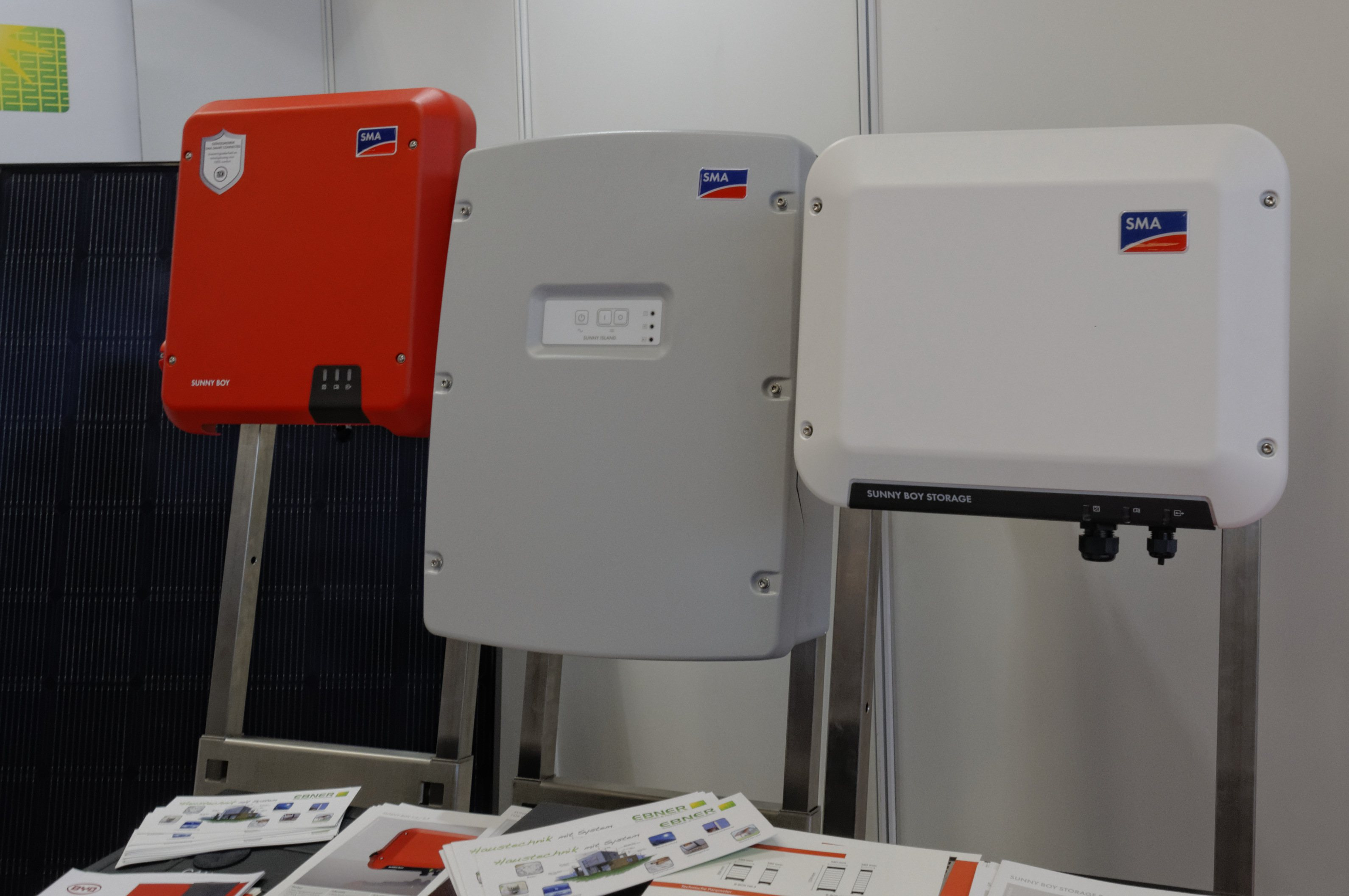
Wechselrichter

Ein Wechselrichter (auch Inverter oder Drehrichter) ist ein elektrisches Gerät, das Gleichspannung in Wechselspannung umwandelt. Wechselrichter bilden neben Gleichrichtern, Gleichspannungswandlern und Umrichtern eine Untergruppe der Stromrichter.

## Allgemeines
Je nach Anwendung erzeugen Wechselrichter entweder einen ein- oder mehrphasigen Ausgangsstrom bzw. eine ein- oder mehrphasige Ausgangsspannung. Der Wirkungsgrad halbleiterbasierender Geräte kann bis zu 99 Prozent erreichen.
Eingesetzt werden Wechselrichter dort, wo elektrische Verbraucher Wechselspannung bzw. -strom zum Betrieb benötigen, aber nur eine Gleichspannungsquelle zur Verfügung steht. Wichtige Anwendungsgebiete sind unter anderem die Ansteuerung von Wechselstrommotoren oder in der Photovoltaik zur Umwandlung des von Solarmodulen gewonnenen Gleichstroms in einen Wechselstrom, zur Einspeisung in das öffentliche Stromversorgungsnetz oder den direkten Verbrauch.

## Arten
Es gibt elektromechanische Zerhacker, Motorgeneratoren und elektronische Wechselrichter mit Röhren oder Halbleitern (Prinzip von Oszillator oder astabiler Kippstufe/Multivibrator).

### Steuerung
Man unterscheidet zwei Steuerungsarten von Wechselrichtern:
- Selbst geführte Wechselrichter, auch Inselwechselrichter, verwenden Transistoren, zum Beispiel IGBTs. Sie dienen der Umwandlung von Gleichspannung in Wechselspannung, als Nebenfall ist auch der umgekehrte Weg möglich. Da die Ventile mit einem vom Wechselrichter selbst erzeugten Takt an- und ausgeschaltet werden können, ist keine Referenz vom Netz nötig. Selbst geführte Wechselrichter können damit zur Erzeugung einer Wechselspannung unabhängig vom Stromnetz dienen und ein sogenanntes Inselnetz aufbauen (führen – vgl. Netzführung).
- Fremd- oder netzgeführte Wechselrichter verwenden meist ebenfalls IGBT, aber auch Thyristoren oder Triacs. Sie benötigen zur Funktion eine feste Wechselspannung im Netz und beziehen sogenannte Kommutierungsblindleistung. Sie dienen dazu, Energie von der Gleichspannungsseite in das Wechselstromnetz einzuspeisen, die umgekehrte Richtung ist oft ebenso möglich. Dieser Typ verfügt über eine Abschaltung der Anlage bei Netzstörungen. So wird Überspannung oder Spannung in abgeschalteten Netz-Abschnitten vermieden. Dies wird in der VDE-Norm 0126 geregelt, siehe Einrichtung zur Netzüberwachung mit zugeordneten Schaltorganen.

Anwendungsbeispiele für selbst geführte Wechselrichter
- Berghütten, Wetterstationen ohne Netzanbindung, mobile Geräte, Wechselrichter in Wohnmobilen und auf Booten
- Unterbrechungsfreie Stromversorgungen in Krankenhäusern, Kraftwerken und Rechenzentren

Anwendungsbeispiele für fremd geführte Wechselrichter
- an einspeisefähigen (netzgekoppelten) Photovoltaikanlagen und Brennstoffzellen
- zur Netzkopplung von Windkraftanlagen mit variabler Drehzahl und Gleichspannungszwischenkreis
- zur Energierückgewinnung (Bremsenergienutzung) an 2-Quadranten-Frequenzumrichtern

### Form der Ausgangsspannung selbst geführter Wechselrichter

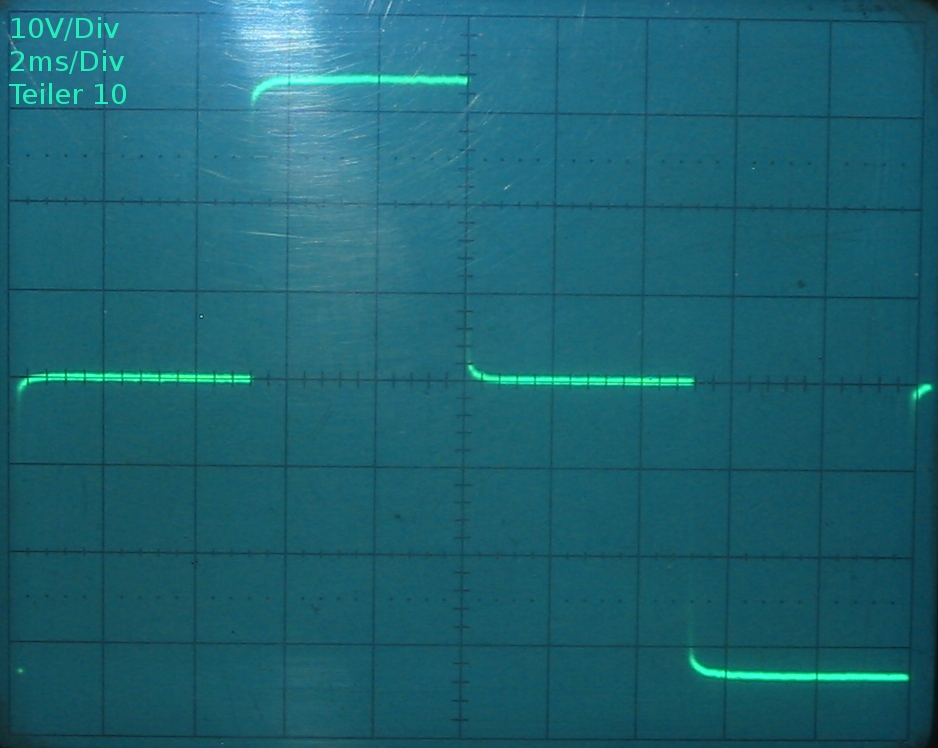
Nicht sinusförmige Ausgangsspannung eines Wechselrichters

Die Ausgangsspannungsform von selbst geführten Wechselrichtern kann von der Sinusform abweichen.
- Der Effektivwert von Rechteck- und Trapez-Wechselrichtern (im Handel auch als modifizierter Sinus- oder Quasi-Sinuswechselrichter bezeichnet) gleicht der Netzspannung, die Kurvenform ist jedoch rechteckig mit mehr oder weniger steilen Flanken. Rechteck- und Trapezwechselrichter lassen sich kostengünstiger herstellen als Sinuswechselrichter, da hier auf die aufwändige Pulsdauermodulation, die im Sinuswechselrichter vorhanden ist, verzichtet wird. Die rechteckige Ausgangsspannung ist für manche Geräte, die damit betrieben werden, problematisch. Transformatoren, Motoren und Heizgeräte können zwar mit rechteckförmiger Spannung betrieben werden, die steilen Spannungsanstiege verursachen jedoch Störemissionen. Solche Wechselrichter sind unproblematisch für ohmsche Verbraucher (z. B. Glühlampen, Heizgeräte). Problematisch an Trapezwechselrichtern sind Geräte, die ihre Leistung durch Triacs steuern (Staubsauger, manche Kaffeemaschinen) – sie funktionieren eingeschränkt oder gar nicht.
- Sinuswechselrichter erzeugen aus einer Gleichspannung eine Sinuswechselspannung. Sie eignen sich für alle Geräte, auch solche mit kapazitivem Verhalten (LED-Lampen, Kompaktleuchtstofflampen, Schaltnetzteile). Auch Sinuswechselrichter erzeugen Störungen, diese sind jedoch gering. Die Störungen rühren daher, dass die Sinusform mittels einer pulsweitenmodulierten Rechteckspannung, meist im zweistelligen kHz-Bereich, synthetisiert wird.

Bei Motoren, Kompressor-Kühlschränken und vielen Werkzeugen muss aufgrund des Anlaufstromes die Spitzenleistung des Wechselrichters höher als die angegebene Dauerleistung sein.

## Anwendungen

### Photovoltaik

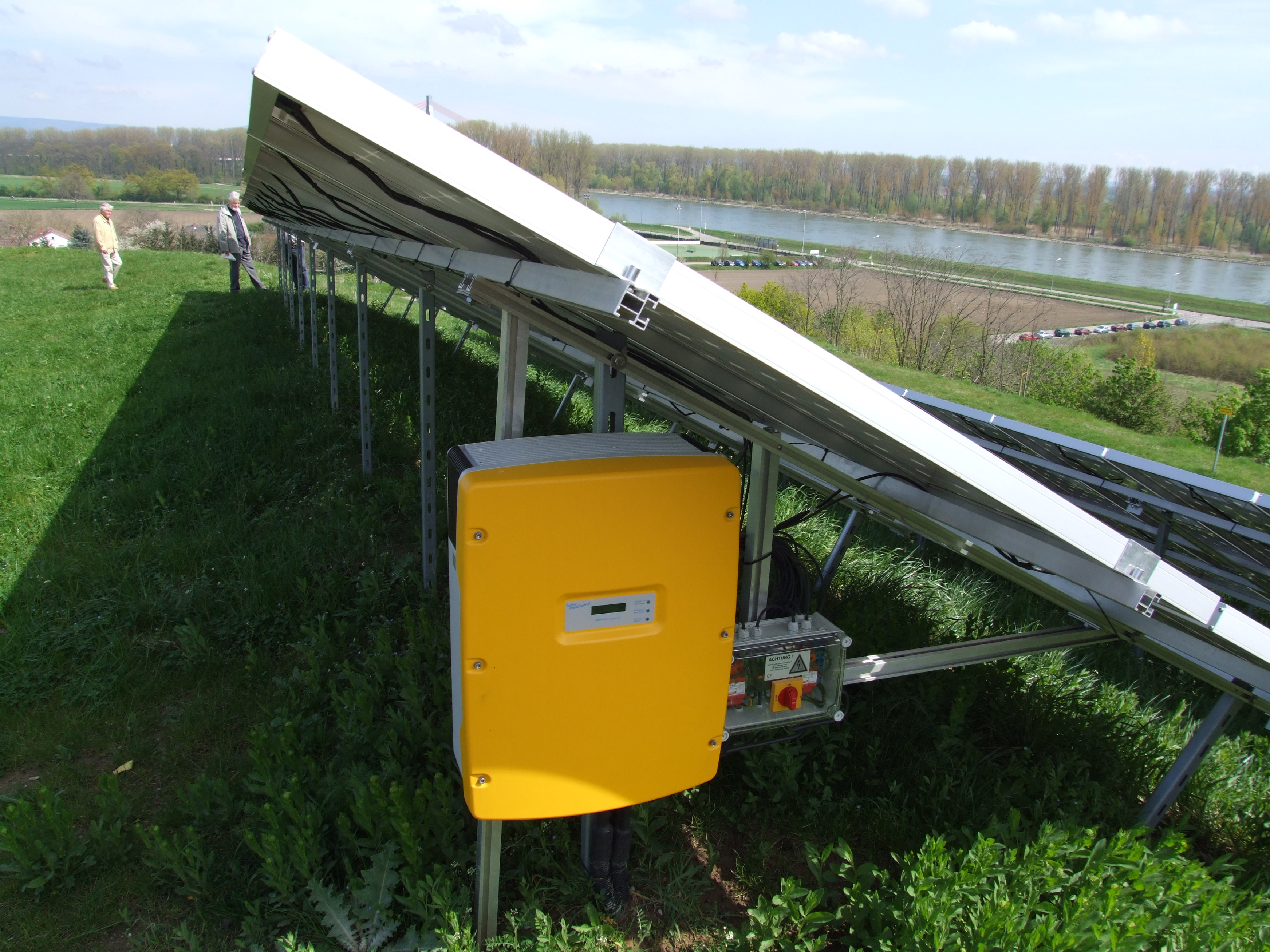
Solarwechselrichter

Ein Solarwechselrichter ist Teil einer Solaranlage. Auf der Eingangsseite befinden sich üblicherweise ein oder mehrere Gleichstromsteller mit Maximum-Power-Point-Tracker, den ein Mikroprozessor steuert und den Zwischenkreis speist. Auf der Ausgangsseite befindet sich ein ein- bis dreiphasiger Wechselrichter, der sich automatisch mit dem Stromnetz synchronisiert.

### Unterbrechungsfreie Stromversorgungen (USV)
Eine USV enthält einen Wechselrichter, der bei Stromausfall im einfachsten Fall mit einem Relais statt des Netzes an die Verbraucher geschaltet wird. Die kurze Umschaltpause von einigen Millisekunden wird von den meisten Verbrauchern toleriert.
Der Wechselrichter wird aus einem Akkumulator (üblicherweise ein spezieller Bleiakkumulator) gespeist, der bei vorhandenem Netz mit einer Ladeschaltung geladen und auf der Ladeschlussspannung gehalten wird.
Manche USV arbeiten mit einem netzfrequenten Transistor-Zerhacker und einem nachfolgenden netzfrequenten Transformator, andere Geräte benutzen höherfrequente PDM-Wechselrichter und sind daher leichter.

### Frequenzumrichter und Netzrückspeisung
Eine weitere Anwendung findet der Wechselrichter als Komponente eines Frequenzumrichters. Hier wird aus einer Wechselspannung nach Gleichrichtung (Zwischenkreis) eine Wechselspannung anderer Frequenz erzeugt. Damit kann beispielsweise ein Asynchronmotor in der Drehzahl geregelt werden. Die Energie beim Abbremsen des Motors, er arbeitet dann als Generator, wird bei einfachen Frequenzumrichtern in einem Bremswiderstand in Wärme umgewandelt. Um diese Energie stattdessen ins Netz rückspeisen zu können, kann am Zwischenkreis ein netzgeführter Wechselrichter angeschlossen werden. Es entsteht ein 4-Quadranten-Umrichter. Solche Umrichter können auch ohne Gleichrichter und Zwischenkreis realisiert werden (Matrix-Umrichter).
An drehzahlveränderlichen Wasser- oder Windkraftanlagen ist ebenfalls ein 4-Quadranten-Umrichter erforderlich.

### Wechselrichter in Kraftfahrzeugen

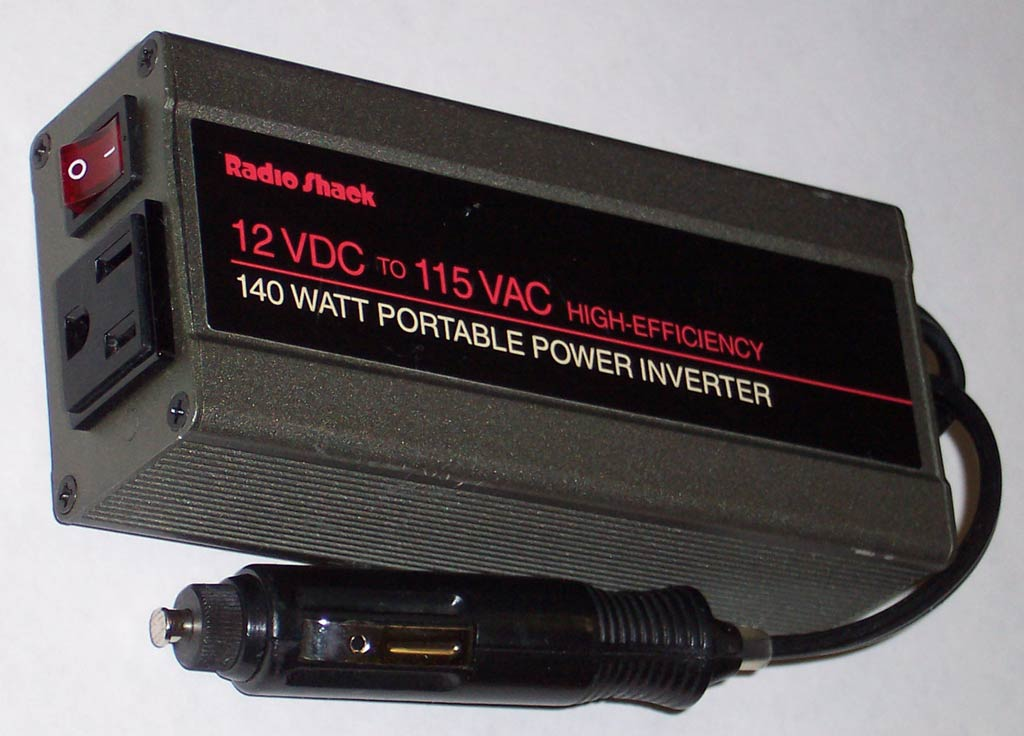
Wechselrichter für den Anschluss an den Zigarettenanzünder

Wechselrichter für den Einsatz in Kraftfahrzeugen sind für den Anschluss an die Bordspannungssteckdose (Zigarettenanzünder-Steckdose) oder für Festanschluss (Wohnmobile, Busse, LKW) ausgelegt. Es gibt sie für 12 Volt (PKW) und 24 Volt (LKW, Busse).
Für manche PKW-Modelle sind als Sonderausstattung eingebaute Wechselrichter mit einer Steckdose für Eurostecker oder einer Schutzkontaktsteckdose lieferbar.
Beim Betrieb von Wechselrichtern über die üblicherweise mit 15 A abgesicherte 12-Volt-Zigarettenanzünder-Buchse ist die Leistung auf etwa 100 bis 150 Watt begrenzt. Die Entladung führt zu einem höheren Innenwiderstand der Bordbatterie, weshalb das Starten des Motors beeinträchtigt werden kann. Starterbatterien haben überdies geringe Zyklenlebensdauern.
Im Betrieb bei laufendem Motor kann zwar die Lichtmaschine beträchtlichen Strom liefern, dies ist jedoch ökonomisch und ökologisch ungünstig.
Wechselrichter, die für den Einsatz in Kraftfahrzeugen vorgesehen sind, müssen eine E-Kennzeichnung (ECE-Bauartgenehmigung) haben.
Bei Elektroautos dient der Wechselrichter der Ansteuerung der Elektromotoren.

### Beleuchtung

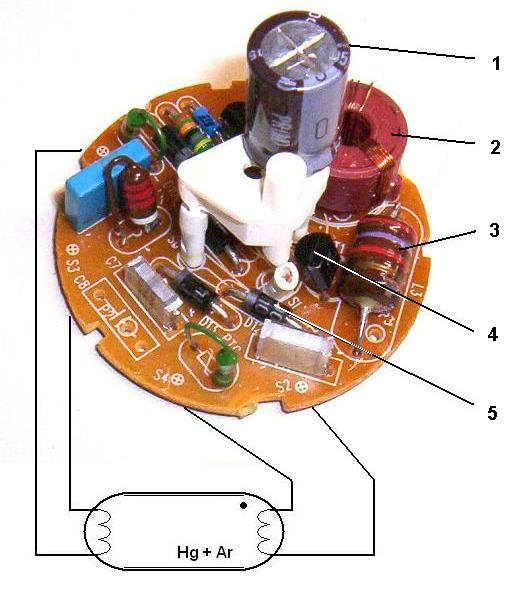
Inverter aus dem Sockel einer Kompaktleuchtstofflampe

Anwendung findet der Inverter, hier in Form eines Resonanzwandlers, bei Leistungen im Bereich von einigen 10 W als elektronisches Vorschaltgerät in Leuchtstofflampen.
Ein weiteres großes Anwendungsgebiet dieser Inverter ist die Stromversorgung von Leuchtröhren (CCFL), die häufig als Hintergrundbeleuchtung für TFT-Flachbildschirme verwendet werden.

## Aufbau früher und heute

### Mechanisch
Wechselrichter können elektromechanisch als Zerhacker oder Motorgenerator oder elektronisch mit Röhren oder Halbleitern realisiert werden. Bei den früher üblichen Zerhackern (Kontaktwechselrichter) polt ein mechanischer Kontakt periodisch die zugeführte Gleichspannung mit einem Wagnerschen Hammer um. Den dabei auftretenden Kontaktverschleiß verringerte der Turbowechselrichter. Bei ihm sind die periodisch schaltenden Kontakte durch einen Quecksilberstrahl ersetzt, der sich in einer geschlossenen Kammer von einem Motor betrieben im Kreis dreht.

### Mit Elektronenröhren
Mit Vakuumröhren realisierte Wechselrichter sind nur für kleinere Leistungen geeignet, sind mechanisch empfindlich und wurden kaum gebaut. Wechselrichter größerer Leistung wurden mit steuerbaren Quecksilberdampfgleichrichtern realisiert. Später verwendete man für diesen Zweck Thyristoren (mit Löschthyristor oder GTO).

### Mit Halbleitern
Alle diese Frequenzumrichter arbeiteten im Takt der Frequenz der zu erzeugenden Wechselspannung und konnten keine Sinus-Ausgangsspannung erzeugen. Diese Wechselrichter sind in der Schaltfrequenz daher auf wenige hundert Hertz begrenzt, meist arbeiteten sie mit 50 Hz. Leistungstransistoren (Bipolartransistoren, MOSFET, IGBT) können das Zerhacken der Gleichspannung mit hoher Effizienz und ohne Verschleiß bewerkstelligen, sie arbeiteten u. a. in USV im Rechteckbetrieb mit 50 Hz und speisten wie auch früher die Zerhacker einen 50-Hz-Transformator. Eine solche Schaltung wäre z. B. ein Vierquadrantensteller.
Transistoren ermöglichen jedoch auch Schaltfrequenzen von bis zu einigen 10 kHz und arbeiten dann im Chopperbetrieb. Dies wird auch als Unterschwingungsverfahren bezeichnet: Mit den als Schaltelemente verwendeten Transistoren (meist IGBT) wird durch Pulsdauermodulation (PDM) im Chopperbetrieb eine Sinus-Wechselspannung aus kurzen Pulsen hoher Frequenz (einige bis über 20 kHz) nachgebildet (Sinuswechselrichter). Die Transistoren polen, wie auch früher die Zerhacker, die Gleichspannung periodisch um, jedoch mit höherer Frequenz. Der Mittelwert der hochfrequenten, pulsweitenmodulierten Schaltfrequenz ist die Ausgangswechselspannung. Man setzt also die Ausgangswechselspannung aus kleinen, unterschiedlich breiten Impulsen zusammen und nähert so den netzüblichen sinusförmigen Spannungsverlauf an. Zur Glättung der PDM dienen Drosseln, die jedoch viel kleiner sind als solche, die für die Glättung der Ausgangswechselspannung früherer Wechselrichter erforderlich waren. Bei Motoren kann auf eine Drossel ganz verzichtet werden. Die Grundschaltungen sind in Schaltnetzteilen zu finden. Der Unterschied besteht in der modulierten Referenzspannung zur Steuerung der Ausgangsspannung.